# Christian Haas (Leichtathlet)
Christian Haas (* 22. August 1958 in Nürnberg) ist ein ehemaliger deutscher Leichtathlet und Olympiateilnehmer, der bei den Europameisterschaften 1982 die Bronzemedaille mit der bundesdeutschen 4-mal-100-Meter-Staffel gewann. Christian Haas war danach bis 1988 Teilnehmer aller Welt- und Europameisterschaften sowie Olympischen Spiele, jedoch ohne weiteren Medaillenerfolg.
Christian Haas gehörte dem Sportverein LAC Quelle Fürth an. In seiner Wettkampfzeit war er 1,81 m groß und 76 kg schwer. Er ist der Sohn von Karl-Friedrich Haas (Medaillengewinner der Olympischen Spiele 1952 und 1956) und Maria Haas, die als Maria Sturm 1954 Europameisterschafts-Bronze gewann.

## Teilnahme an internationalen Höhepunkten
- 1982: Europameisterschaften: Platz 3 mit der 4-mal-100-Meter-Staffel (38,71 s: Christian Zirkelbach, Christian Haas, Peter Klein, Erwin Skamrahl); 100-Meter-Lauf: im Zwischenlauf ausgeschieden
- 1983: Weltmeisterschaften: Platz 6 im 100-Meter-Lauf (10,32 s); Platz 5 mit der 4-mal-100-Meter-Staffel (38,56 s)
- 1984: Olympische Spiele, 100-Meter-Lauf: im Halbfinale ausgeschieden
- 1986: Europameisterschaften, 100-Meter-Lauf: im Zwischenlauf ausgeschieden
- 1987: Weltmeisterschaften: Platz 5 mit der 4-mal-100-Meter-Staffel (38,73 s); 100- und 200-Meter-Lauf: jeweils im Zwischenlauf ausgeschieden
- 1988: Olympische Spiele: Platz 6 mit der 4-mal-100-Meter-Staffel (38,55 s); 100-Meter-Lauf: im Zwischenlauf ausgeschieden